# Турија (Србобран)
Турија је насељено место у општини Србобран у Јужнобачком округу. Према попису из 2022. било је 2.057 становника. Турија је позната по организовању Кобасицијаде, фестивалу кобасица који се одржава једном годишње. Овде се налазе Српска православна црква у Турији и ФК Младост Турија.

## Географија
Турију оивичавају три воде: Велики бачки канал, Криваја и Бељанска бара.

## Историја
Село се први пут помиње 1426. године.
Прва школа је основана 1730. године, прва црква саграђена 1750. године, а прве позоришне представе почеле су 1866. године.
Из Турије потиче Србин, Исак Никифоров, становник и богати трговац у Санкт Петербургу. Године 1846. послао је из Русије у Београд, Друштву српске словесности на дар 16 старих новчића, за будући Народни музеј Србије. За ослобођење Србобрана Туријци су дали четрдесет добровољаца.
Православној цркви у месту је 1857. године мештанин Ђура Славнић поклонио велику литију са ликом Св. Ђорђа вредну 500 ф. Из Беча је донео за дар цркви и полијелеј са златним украсним јабукама вредан 165 ф. Славнић иначе рођени Дероњанин, за шест година приложио је туријском храму поклоне вредне 2200 ф. Пожртвовани Славнић је крајем 1859. године платио са 350 ф. да се црквени под мермерним плочама патоше.
Почетком 1860. године црквено-школска православна општина је тражила други разред да се уведе у месној школи.
Купили су 1870. године претплатом Вукову књигу српских приповедака, први мислећи људи тог села: поп Петар Чолић намесник и "окружних школа надзиратељ", Ђорђе Јовановић општински бележник и школски старатељ, Мита Попов црквени тутор, Авакум Траван учитељ мушке школа и његов колега, учитељ женске школе Чедомиљ Бошњаковић.
Турија је пред Други светски рат имала око 4.000 становника, наводно се за два столећа није могао доселити ниједан "странац". Село је имало 9.500 катастарских јутара земље, соколско друштво, певачко друштво, читаоницу са библиотеком и женску задругу. Библиотека је имала 2.000 књига. Споменик краљу Александру је освећен око Духова 1936, што је био други споменик том владару у Војводини.
У Турији су рођени:
- Иларион Зеремски, епископ СПЦ, учесник Париске мировне конференције (* 1865 — † 1931)
- Петар Драпшин (1914—1945), генерал-лајтнант учесник шпанског грађанског рата, командант Четврте армије и народни херој.
- Ђурица Јојкић, учесник НОБ, политичар (* 1914 — † 1981)
- Богдан Трифуновић, политичар (* 1933 — † 2007)
- Милан Парошки, политичар (* 1957)

## Демографија
У насељу Турија живи 2037 пунолетних становника, а просечна старост становништва износи 41,6 година (39,9 код мушкараца и 43,1 код жена). У насељу има 955 домаћинстава, а просечан број чланова по домаћинству је 2,68.
Ово насеље је великим делом насељено Србима (према попису из 2002. године), а у последња три пописа, примећен је пад у броју становника.
|  |

| Демографија | Демографија | Демографија |
| Година      | Становника  | Становника  |
| ----------- | ----------- | ----------- |
| 1948.       | 3.781       |             |
| 1953.       | 3.730       |             |
| 1961.       | 3.582       |             |
| 1971.       | 3.242       |             |
| 1981.       | 2.935       |             |
| 1991.       | 2.615       | 2.579       |
| 2002.       | 2.562       | 2.626       |
| 2011.       | 2.289       |             |

| Етнички састав према попису из 2002.‍ | Етнички састав према попису из 2002.‍ | Етнички састав према попису из 2002.‍ | Етнички састав према попису из 2002.‍ | Етнички састав према попису из 2002.‍ |
| ------------------------------------ | ------------------------------------ | ------------------------------------ | ------------------------------------ | ------------------------------------ |
|                                      |                                      |                                      |                                      |                                      |
| Срби                                 | Срби                                 |                                      | 2.331                                | 90,98%                               |
| Мађари                               | Мађари                               |                                      | 42                                   | 1,63%                                |
| Роми                                 | Роми                                 |                                      | 34                                   | 1,32%                                |
| Албанци                              | Албанци                              |                                      | 11                                   | 0,42%                                |
| Југословени                          | Југословени                          |                                      | 10                                   | 0,39%                                |
| Црногорци                            | Црногорци                            |                                      | 9                                    | 0,35%                                |
| Хрвати                               | Хрвати                               |                                      | 5                                    | 0,19%                                |
| Македонци                            | Македонци                            |                                      | 4                                    | 0,15%                                |
| Чеси                                 | Чеси                                 |                                      | 2                                    | 0,07%                                |
| Румуни                               | Румуни                               |                                      | 2                                    | 0,07%                                |
| Бошњаци                              | Бошњаци                              |                                      | 2                                    | 0,07%                                |
| Словенци                             | Словенци                             |                                      | 1                                    | 0,03%                                |
| Муслимани                            | Муслимани                            |                                      | 1                                    | 0,03%                                |
| Буњевци                              | Буњевци                              |                                      | 1                                    | 0,03%                                |
| непознато                            | непознато                            |                                      | 21                                   | 0,81%                                |

| Година пописа     | 1948. | 1953. | 1961. | 1971. | 1981. | 1991. | 2002. |
| ----------------- | ----- | ----- | ----- | ----- | ----- | ----- | ----- |
| Број домаћинстава | 1.065 | 1.138 | 1.183 | 1.127 | 1.068 | 981   | 955   |

| Број чланова      | 1   | 2   | 3   | 4   | 5  | 6  | 7 | 8 | 9 | 10 и више | Просек |
| ----------------- | --- | --- | --- | --- | -- | -- | - | - | - | --------- | ------ |
| Број домаћинстава | 244 | 278 | 131 | 193 | 76 | 22 | 8 | 1 | 0 | 2         | 2,68   |

| Пол    | Укупно | Неожењен/Неудата | Ожењен/Удата | Удовац/Удовица | Разведен/Разведена | Непознато |
| ------ | ------ | ---------------- | ------------ | -------------- | ------------------ | --------- |
| Мушки  | 1.009  | 293              | 628          | 60             | 27                 | 1         |
| Женски | 1.137  | 213              | 646          | 238            | 40                 | 0         |
| УКУПНО | 2.146  | 506              | 1.274        | 298            | 67                 | 1         |

| Пол    | Укупно                    | Пољопривреда, лов и шумарство | Рибарство                            | Вађење руде и камена | Прерађивачка индустрија       |
| ------ | ------------------------- | ----------------------------- | ------------------------------------ | -------------------- | ----------------------------- |
| Мушки  | 533                       | 285                           | 1                                    | 5                    | 82                            |
| Женски | 317                       | 150                           | 0                                    | 1                    | 22                            |
| УКУПНО | 850                       | 435                           | 1                                    | 6                    | 104                           |
| Пол    | Производња и снабдевање   | Грађевинарство                | Трговина                             | Хотели и ресторани   | Саобраћај, складиштење и везе |
| Мушки  | 8                         | 32                            | 29                                   | 4                    | 17                            |
| Женски | 2                         | 7                             | 40                                   | 7                    | 4                             |
| УКУПНО | 10                        | 39                            | 69                                   | 11                   | 21                            |
| Пол    | Финансијско посредовање   | Некретнине                    | Државна управа и одбрана             | Образовање           | Здравствени и социјални рад   |
| Мушки  | 3                         | 7                             | 9                                    | 6                    | 7                             |
| Женски | 4                         | 9                             | 9                                    | 23                   | 22                            |
| УКУПНО | 7                         | 16                            | 18                                   | 29                   | 29                            |
| Пол    | Остале услужне активности | Приватна домаћинства          | Екстериторијалне организације и тела | Непознато            | Непознато                     |
| Мушки  | 14                        | 0                             | 0                                    | 24                   | 24                            |
| Женски | 11                        | 0                             | 0                                    | 6                    | 6                             |
| УКУПНО | 25                        | 0                             | 0                                    | 30                   | 30                            |